# Lambros Couloubaritsis

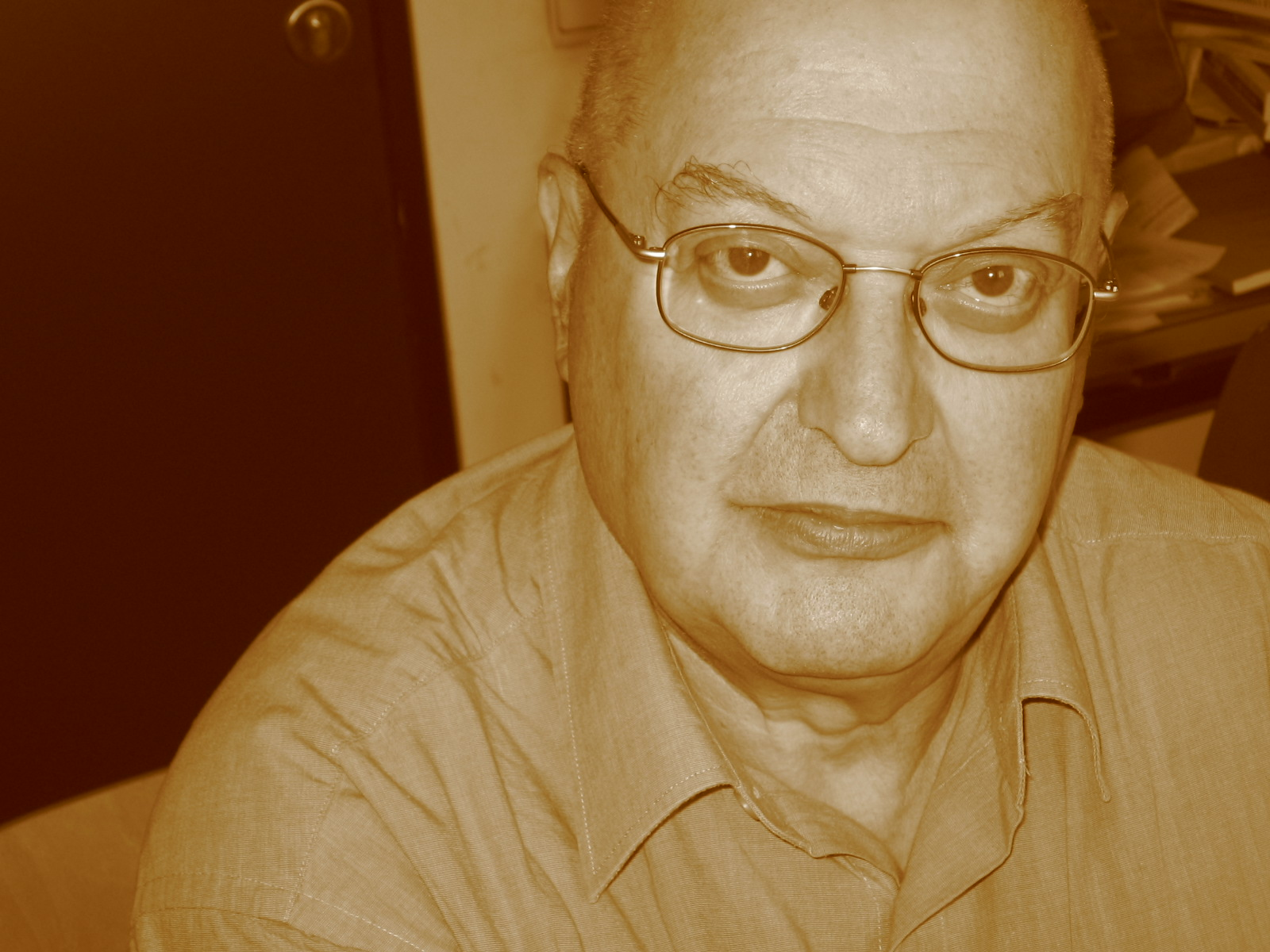
Lambros Couloubaritsis

Lambros Couloubaritsis (griechisch Λάμπρος Κουλουμπαρίτσης; * 21. Oktober 1941 in Belgisch-Kongo) ist ein griechisch-belgischer Philosoph und Philosophiehistoriker auf dem Gebiet der antiken Philosophie.

## Leben
Nach dem Schulbesuch auf der griechischen Insel Spetses im Argolischen Golf und einem Studium der Chemie an der Université de Liège studierte Couloubaritsis Philosophie an der Université libre de Bruxelles und wurde dort mit einer Dissertation über L’être et le changement chez Aristote. Essai sur la possibilité d’un ‘système’ métaphysique aristotélicien promoviert. Anschließend lehrte er ebenda Philosophie bis zur Professur und leitete das von ihm begründete Centre de la philosophie ancienne. Er begründete 1983 die Fachzeitschrift Revue de philosophie ancienne und war bis 2012 ihr Herausgeber.
Couloubaritsis arbeitet im Wesentlichen zur antiken Philosophie, besonders zu Aristoteles und dessen Physik sowie zu Parmenides. Als Freimaurer gehört er dem Grand Orient de Belgique an und hat eine historisch-philosophische Studie zur Freimaurerei vorgelegt. 2016 hatte er die Chaire Théodore Verhaegen an der Université libre de Bruxelles inne und hielt dort sechs Vorlesungen zur Freimaurerei.

## Auszeichnungen
Couloubaritsis ist Ehrendoktor der Universitäten von Oradea (1998), Kreta (1998), Athen (2001), Liège (2003), Lille (2010) und Thessaloniki (2011). Er ist Mitglied der Académie royale des Sciences, des Lettres et des Beaux-Arts de Belgique.
Für sein Werk Aux origines de la philosophie européenne erhielt er den Prix Gegner der Académie des sciences morales et politiques de France (1994), für Histoire de la philosophie ancienne et médiévale. Figures illustres den Prix Montyon der Académie française (1999), zudem den Prix Duculot der Académie royale des Sciences, des Lettres et des Beaux-Arts de Belgique. 

## Schriften (Auswahl)
- La complexité de la Franc-Maçonnerie. Approche Historique et Philosophique. Ousia, Brüssel 2018.
- La philosophie face à la question de la complexité. Le défi majeur du 21e siècle. Band 1: Complexités intuitive, archaïque et historique; Band 2: Complexités scientifique et contemporaine. Ousia, Brüssel 2014.
- La pensée de Parménide. Ousia, Brüssel 2008.
- La proximité et la question de la souffrance humaine. Ousia, Brüssel 2005.
- Histoire de la philosophie ancienne et médiévale. Figures illustres. Grasset, Paris 1998.
- La Physique d’Aristote. Ousia, Brüssel 1997.
- Aux origines de la philosophie européenne. De la pensée archaïque au néoplatonisme. De Boeck, Brüssel 1992, 3. Auflage 2000, 4. Auflage 2003.
- (Übers.): Aristote, Sur la Nature (Physique II). Traduction, avec introduction et commentaires. Vrin, Paris 1991.
- Mythe et philosophie chez Parménide. Ousia, Brüssel 1986, 2. Auflage 1990.
- L’avènement de la science physique. Ousia, Brüssel 1980.